# ジェームズ・ビードル
ジェームズ・ジャイルズ・ビードル（James Giles Beadle, 2004年7月16日 - ）は、イングランド・ロンドン・ベクスリー区出身のプロサッカー選手。EFLチャンピオンシップのシェフィールド・ウェンズデイFC所属。ポジションはゴールキーパー。

## 経歴

### ブライトン
チャールトン・アスレティックFCを経て、2022年からブライトン・アンド・ホーヴ・アルビオンFCのユースアカデミーに所属した。

#### クルー・アレクサンドラ
2023年1月にEFLリーグ2のクルー・アレクサンドラFCへ期限付き移籍した。2月23日のウォルソールFC戦に出場してプロデビューを果たした。9試合目の出場となった2023年4月10日のコルチェスター・ユナイテッドFC戦で足首を痛め、期限付き移籍を終了してブライトンへ呼び戻された。

#### オックスフォード・ユナイテッド
2023年6月にEFLリーグ1のオックスフォード・ユナイテッドFCへ期限付き移籍した。

#### シェフィールド・ウェンズデイ
2024年1月8日にEFLチャンピオンシップのシェフィールド・ウェンズデイFCへ期限付き移籍した。2023-24シーズンは19試合に出場した。
2024年7月4日に、2024-25シーズンも引き続きシェフィールドへ期限付き移籍することが発表された。

## 代表歴
2023年のFIFA U-20ワールドカップにイングランド代表で出場した。